# Garden Plain
Garden Plain è un comune degli Stati Uniti d'America, situato nello Stato del Kansas, nella contea di Sedgwick.